# Crinolamia
Genre
Crinolamia est un genre de mollusques gastéropodes de la famille Eulimidae. Les espèces rangées dans ce genre sont marines et parasitent des échinodermes ; l'espèce type est Crinolamia dahli.

## Distribution
Les espèces sont présentes dans l'océan Atlantique Nord, notamment en mer de Norvège.

## Liste d'espèces
Selon World Register of Marine Species (25 août 2017) :
- Crinolamia angustispira Bouchet & Warén, 1986
- Crinolamia dahli Bouchet & Warén, 1979
- Crinolamia edwardiensis (Watson, 1880)
- Crinolamia kermadecensis (Knudsen, 1964)
- Crinolamia ptilocrinicola (Bartsch, 1907)